# Renata Adler
Renata Adler (Milano, 19 ottobre 1937) è una scrittrice, giornalista e critica cinematografica statunitense.

## Biografia
Nata a Milano nel 1938 da genitori tedeschi in fuga dalla Germania nazista, è cresciuta a Danbury, nel Connecticut.
Dopo un B.A. nel 1959 al Bryn Mawr College, ha conseguito un M.A. nel 1962 all'Università di Harvard e si è specializzata alla Sorbona e alla Yale Law School dove ha ottenuto un Juris Doctor.
Nel 1963 entra a far parte della redazione del New Yorker (con il quale rimarrà per un ventennio) e nel 1970 raccoglie i suoi principali interventi nel periodico in Toward a Radical Middle: Fourteen Pieces of Reporting and Criticism.
Critica cinematografica, lavora per un anno al New York Times e pubblica una raccolta delle sue recensioni nel 1969.
Contemporaneamente scrive racconti per riviste e antologie e nel 1974 un suo racconto, Brownstone, viene segnalato al Premio O. Henry.
Autrice di due romanzi parzialmente autobiografici più volte ristampati e 7 opere di saggistica, vive e lavora a Newtown.

## Opere

### Romanzi
- Speedboat (1976)
  - Fuoribordo, Milano, Guanda, 1983 traduzione di Giancarlo Buzzi
  - Mai ci eravamo annoiati, Milano, Mondadori, 2014 traduzione di Silvia Pareschi ISBN 978-88-04-63828-5.
- Pitch Dark (1983)

### Saggi
- A Year in the Dark: Journal of a Film Critic, 1968–69 (1969)
- Toward a Radical Middle: Fourteen Pieces of Reporting and Criticism (1970)
- Reckless Disregard: Westmoreland v. CBS et al., Sharon v. Time (1986)
- Gone: The Last Days of The New Yorker (1999)
- Canaries in the Mineshaft: Essays on Politics and the Media (2001)
- Irreparable Harm: The U.S. Supreme Court and the Decision that Made George W. Bush President (2004)
- After the Tall Timber: Collected Non-Fiction (2015)

## Premi e riconoscimenti
- Guggenheim Fellowship: 1973[9]
- Premio O. Henry: 1974 per il racconto Brownstone
- Premio PEN/Hemingway: 1977 per Fuoribordo